# Mollitrichosiphum montanum
Mollitrichosiphum montanum är en insektsart som först beskrevs av Van der Goot 1917.  Mollitrichosiphum montanum ingår i släktet Mollitrichosiphum och familjen långrörsbladlöss. Inga underarter finns listade i Catalogue of Life.